# 桑娜·索尔贝格-伊萨克森
桑娜·索尔贝格-伊萨克森（挪威語：Sanna Solberg-Isaksen，1990年6月16日—），挪威女子手球运动员。她曾代表挪威国家队参加2016年和2020年夏季奥林匹克运动会手球比赛，获得二枚铜牌。